# Nadzieja Katkawiec
Nadzieja Mikałajeuna Katkawiec (biał. Надзея Мікалаеўна Каткавец, ros. Надежда Николаевна Котковец, Nadieżda Nikołajewna Kotkowiec, ur. 29 września 1960 we wsi Tyszkawiczy, rejon janowski, obwód brzeski) – białoruska polityk, zastępca (2003–2004) i I zastępca ministra rolnictwa i gospodarki żywnościowej Republiki Białorusi (2004–2012), dyrektor Departamentu Polityki Rolnoprzemysłowej Euroazjatyckiej Komisji Gospodarczej (2012–2013), zastępca Zarządzającego Sprawami Prezydenta Białorusi (od 2013).

## Życiorys
W 1987 ukończyła studia w Białoruskiej Akademii Gospodarstwa Wiejskiego, a w 2006 Akademię Zarządzania przy Prezydencie Republiki Białorusi.
Od 1983 do 1987 pracowała jako ekonomista i główna księgowa w kołchozie "Leninskij put'" w rejonie inżawińskim w obwodzie tambowskim (RFSRR). Od 1987 pełniła funkcję głównego ekonomisty w sowchozie "Haradziec" w rejonie szkłowskim obwodu mohylewskiego (dyrektorem sowchozu był w tym czasie Alaksandr Łukaszenka).
W 1995 objęła stanowisko dyrektora Republikańskiego Zjednoczonego Przedsiębiorstwa Eksperymentalno-Doświadczalnego Gospodarki Rolnej "Uschod" przy Zarządzie Sprawami Prezydenta Republiki Białorusi. Funkcję tę pełniła do 2003 (według innych źródeł w latach 2001–2003 była główną księgową przedsiębiorstwa "Roudtrans" w Mińsku). W 2003 otrzymała nominację na stanowisko zastępcy ministra rolnictwa i gospodarki żywnościowej, a w 2004 została I zastępcą ministra.
23 kwietnia 2012 została powołana na stanowisko Dyrektora Departamentu Polityki Rolnoprzemysłowej Euroazjatyckiej Komisji Gospodarczej (stałego organu regulacyjnego Unii Celnej i Wspólnej Przestrzeni Gospodarczej).
5 lipca 2013 prezydent Alaksandr Łukaszenka powołał ją na stanowisko zastępcy Zarządzającego Sprawami Prezydenta Republiki Białorusi.